# Daniel Zupeuc
Daniel Francisco Zupeuc Wendt, né le 25 janvier 1994, est un athlète chilien, spécialiste du saut à la perche.

## Biographie
Sa grand-mère maternelle est d'origine allemande et il a un oncle qui habite à Bâle, en Suisse.
Il est scolarisé à l'école allemande de Santiago. 
Il est titulaire d'un baccalauréat universitaire d'ingénieur de l'Université pontificale catholique du Chili[réf. nécessaire]. 
Il travaille à partir d'octobre 2021 pour la Fédération internationale de hockey sur glace à Zurich.

## Parcours sportif
Il commence l'athlétisme à l'âge de 12 ans et se spécialise en saut en hauteur. Il franchit 1,70 m à l'âge de 14 ans, ce qui lui permet de se qualifier pour les championnats espoirs d'Amérique du Sud au Brésil. Il y remporte la victoire avec une barre à 1,87 m.
En raison de problèmes de dos, il change de discipline pour se mettre au saut à la perche. En septembre 2012 il est médaillé de bronze aux championnats d'Amérique du Sud d'athlétisme espoirs. Il remporte à l'âge de 19 ans les championnats d'Amérique du Sud des moins de 20 ans en Argentine, en octobre 2013. Le mois suivant, il décroche la médaille d'or aux Jeux bolivariens de 2013. Ce résultat lui ouvre les portes d'une université américaine, qui l'invite pour un séjour de huit mois. Le 9 avril 2015, il porte son record à 5,30 m à Santiago, après l'avoir porté à 5,21 m à Irvine (Californie) en mai 2014[réf. souhaitée]. En juin 2015 il décroche la médaille d'argent aux Championnats d'Amérique du Sud d'athlétisme. Il met ensuite sa carrière sportive en pause pour se consacrer à ses études, puis à des voyages. Il reprend les entraînements en Suisse en 2021 à Winterthour, avec l'objectif de participer aux Jeux olympiques de 2024.